# William Fison
Sir William Guy Fison 3r Baronet (Londres, 25 d'octubre de 1890 – Mere, Wiltshire, 6 de desembre de 1964) va ser un remer anglès que va competir a començaments del segle xx.
Fison era fill de Sir Frederick Fison, 1r Baronet i la seva muller Isabella Crossley. Son pare va ser membre del parlament per Doncaster. Ell estudià a l'Eton College i al New College de la Universitat d'Oxford. El 1912 va prendre part en els Jocs Olímpics d'Estocolm, on guanyà la medalla de plata en la competició del vuit amb timoner del programa de rem.
Poc després, el febrer de 1914, es casà amb Gwladys Rees Davies, filla de John Robert Davies. Durant la Primera Guerra Mundial va servir com a capità a la Royal Field Artillery i va ser condecorat amb la Creu Militar. A la mort del seu germà, el 1948, passà a obstentar el títol de baronet.